# Microtitanethes licodrensis
Microtitanethes licodrensis là một loài chân đều trong họ Trichoniscidae. Loài này được Pljakic miêu tả khoa học năm 1977.